# Georgij Danelija
Georgij Danelija (russisk: Георгий Николаевич Данелия) (født 25. august 1930 i Tbilisi i Sovjetunionen, død 4. april 2019 i Moskva i Rusland) var en sovjetisk filminstruktør og manuskriptforfatter.

## Filmografi
Som instruktør
- Det lille menneske (Серёжа, 1960)[3][4]
- Put k pritjalu (Путь к причалу, 1962)
- Romance i Moskva (Я шагаю по Москве, 1963)
- Tridtsat tri (Тридцать три, 1965)
- Sovsem propasjjij (Совсем пропащий, 1973)
- Afonja (Афоня, 1975)
- Mimino (Мимино, 1977)
- Efterårs-marathon (Осенний марафон, 1978)
- Sljozy kapali (Слёзы капали, 1982)
- Kin-dza-dza! (Кин-дза-дза!, 1986)
- Pasport (Паспорт, 1990)
- Nastja (Настя, 1993)
- Orjiol i resjka (Орёл и решка, 1995)
- Ku! Kin-dza-dza (Ку! Кин-дза-дза, 2013)

Som manuskriptforfatter
- Dsjentlmen udatji (da.: Lykkens gentlemen, 1971)